# 2008年沖縄県議会議員選挙
'2008年沖縄県議会議員選挙（-ねん おきなわけんぎかいぎいんせんきょ）は、沖縄県の議決機関である沖縄県議会を構成する議員を選出するため、2008年（平成20年）6月8日に投票が行われた沖縄県の地方選挙である。沖縄県は戦後、米軍の統治下にあり、第1回の県議選は沖縄の復帰に伴う特別措置に関する法律に基づいて1972年6月25日に行われた。そのため、これ以降の県議選は、統一地方選挙より1年ずれる形で、実施されるようになった。

## 概説
県議会議員の任期（4年）が満了したことに伴って実施された選挙である。無投票当選となった2選挙区3議席を除いた12選挙区45議席を71名の候補が争う構図となったが、2006年の県知事選挙で選出された仲井眞弘多知事の県政に対する評価が最大の争点となった。また名護市辺野古への在日米軍普天間基地移設問題や、後期高齢者医療制度への評価、雇用対策や経済振興策も重要な争点となった。選挙の結果、仲井真知事を支える与党（自民・公明）が議席を減らし、反対に野党（社民・共産・社大）及び中間派（民主など）が議席を増やす結果となった。

## 選挙データ
- 告示日：5月31日
- 投票日：6月8日
- 改選議席数：48議席
- 選挙区：14選挙区

那覇市選挙区（11）
浦添市選挙（4）
沖縄市選挙区（5）
宜野湾市選挙区（3）
うるま市選挙区（4）
名護市選挙区（2）
豊見城市選挙区（2）
糸満市選挙区（2）
南城市選挙区（1）
宮古島市選挙区（2）
石垣市選挙区（2）
中頭郡選挙区（5）
国頭郡選挙区（2）
島尻郡選挙区（3）
- 立候補者：74名・・・この内、南城市選挙区と石垣市選挙区から立候補した候補者3名は無投票当選[10]。

| 内訳 | 人数 |
| ---- | ---- |
| 現職 | 31   |
| 前職 | 1    |
| 元職 | 4    |
| 新人 | 38   |
| 党派           | 人数 |
| -------------- | ---- |
| 自由民主党     | 22   |
| 社会民主党     | 6    |
| 日本共産党     | 6    |
| 沖縄社会大衆党 | 4    |
| 民主党         | 4    |
| 公明党         | 3    |
| そうぞう       | 1    |
| 無所属         | 28   |
出所：“県議選告示74人立候補　「普天間」「医療」問う”. 琉球新報. (2008年5月30日){{cite news}}:  CS1メンテナンス: 先頭の0を省略したymd形式の日付 (カテゴリ)。

## 選挙結果
投票率：57.82％・・・過去最低の投票率
- 選挙当日の有権者数：971,458名
- 投票者数：563,297名

出所：沖縄県選挙管理委員会「平成20年6月8日執行　沖縄県議会議員選挙　投票速報」（xlsファイル）
| 党派           | 当選者 | 改選前 | 増減     | 備考                                 |
| -------------- | ------ | ------ | -------- | ------------------------------------ |
| 自由民主党     | 16     | 20     | 4        |                                      |
| 社会民主党     | 5      | 4      | 1        |                                      |
| 日本共産党     | 5      | 3      | 2        |                                      |
| 民主党         | 4      | 1      | 3        |                                      |
| 公明党         | 3      | 3      | 増減なし |                                      |
| 沖縄社会大衆党 | 2      | 4      | 2        |                                      |
| そうぞう       | 1      | 1      | 増減なし |                                      |
| 無所属         | 12     | 11     | 1        | 与党系無所属は3名。野党・中立系は9名 |
| 合計           | 48     | 47     |          |                                      |

出所：“野党逆転26議席　自民4減、民主全員当選”. 琉球新報. (2008年6月9日){{cite news}}:  CS1メンテナンス: 先頭の0を省略したymd形式の日付 (カテゴリ)
政党別で見た場合、自民党が改選前の20議席から16議席に後退、公明は3議席の現状維持、社民党は4議席から5議席に1議席増、共産党は改選前の3議席を2つ増やして5議席になった。沖縄の地域政党である社大党は改選前の4議席を2つ減らして2議席、同じ地域政党の「そうぞう」は1議席を維持した。公認候補4名を擁立した民主党は候補者全員が当選を果たし、選挙前の1議席から大きく躍進した。この結果、知事与党が27議席から5減らして22議席（与党系無所属含む）に、一方の野党・中間派は20議席から6増やし26議席となり、県議会は野党勢力が多数派を占める結果となった。

## 当選した議員
自民党 
 社民党 
 共産党 
 民主党 
 公明党 
 沖縄社大党 
 そうぞう 
 無所属 
| 名護市           | 吉元義彦   | 玉城義和   |              |          |            |
| うるま市         | 山内末子   | 照屋大河   | 仲田弘毅     | 照屋守之 |            |
| 沖縄市           | 仲村未央   | 金城勉     | 嘉陽宗儀     | 玉城満   | 桑江朝千夫 |
| 宜野湾市         | 新垣清涼   | 佐喜眞淳   | 渡嘉敷喜代子 |          |            |
| 浦添市           | 赤嶺昇     | 前島明男   | 西銘純恵     | 池間淳   |            |
| 那覇市・南部離島 | 上里直司   | 上原章     | 糸州朝則     | 當間盛夫 | 崎山嗣幸   |
| 那覇市・南部離島 | 前田政明   | 渡久地修   | 翁長政俊     | 浦崎唯昭 | 具志孝助   |
| 那覇市・南部離島 | 比嘉京子   |            |              |          |            |
| 豊見城市         | 当銘勝雄   | 島袋大     |              |          |            |
| 南城市           | 嶺井光     |            |              |          |            |
| 糸満市           | 新垣哲司   | 玉城ノブ子 |              |          |            |
| 宮古島市         | 座喜味一幸 | 奥平一夫   |              |          |            |
| 石垣市           | 高嶺善伸   | 辻野ヒロ子 |              |          |            |
| 国頭郡           | 平良昭一   | 吉田勝広   |              |          |            |
| 中頭郡           | 仲宗根悟   | 中川京貴   | 新里米吉     | 當山真市 | 瑞慶覧功   |
| 島尻郡           | 新垣安弘   | 新垣良俊   | 大城一馬     |          |            |